# Zarieczje Odincowo
Zarieczje Odincowo (ros. Заречье Одинцово) – żeński klub siatkarski z Rosji powstały w 1987 roku z bazą w mieście Odincowo. 
Zespół występuje w rosyjskiej Superlidze, do której awansował w 1996 roku. W sezonie 2006/2007 w Zarieczju grała mistrzyni Europy z 2005 roku Mariola Zenik.

## Sukcesy
Puchar Rosji:
- 1995, 2002, 2003, 2004, 2006, 2007

Mistrzostwo Rosji:
- 2008, 2010
- 2006, 2009

Puchar CEV:
- 2007

Liga Mistrzyń:
- 2008

Puchar Challenge:
- 2014

Memoriał Agaty Mróz-Olszewskiej:
- 2016

## Polki w klubie
| Lata gry  | Imię i nazwisko |
| --------- | --------------- |
| 2006-2007 | Mariola Zenik   |

## Kadra

### Sezon 2016/2017
- 1.  Angielina Łazarienko
- 4.  Darja Malygina
- 6.  Kristina Kurnosowa
- 7.  Tatjana Romanowa
- 9.  Natalja Nazarowa
- 11.  Alina Jaroszik
- 13.  Jelizaweta Kotowa
- 14.  Wiktorja Miszniewa
- 15.  Marina Dibrowa
- 17.  Angelina Sperskaite
- 18.  Wiera Salikowa
- 19.  Tatjana Jurinska
- 20.  Natalja Guskowa

### Sezon 2015/2016
- 1.  Angielina Łazarienko
- 2.  Alla Gałejewa
- 3.  Natalija Guskowa
- 4.  Jekatierina Skurikina
- 5.  Anastasia Samokwałowa
- 6.  Kristina Kurnosowa
- 7.  Tatjana Romanowa
- 8.  Swietłana Surcewa
- 9.  Natalija Nazarowa
- 10.  Wałerija Honczarowa
- 11.  Alina Jaroszik
- 12.  Anastasia Batczuk
- 15.  Marina Dibrowa
- 17.  Angelina Sperskaite
- 18.  Irina Woronkowa
- 19.  Tatjana Jurinska

### Sezon 2014/2015
- 1.  Olga Jefimowa
- 2.  Alla Gałejewa
- 3.  Anastasija Bawikina
- 4.  Anastasia Samokwałowa
- 6.  Jekatierina Jefimowa
- 7.  Jekatierina Romanienko
- 8.  Natalja Małych
- 13. Irina Fietisowa
- 14. Julija Mierkułowa
- 15. Marina Dibrowa
- 17. Wiera Sieriebriannikowa
- 18. Irina Woronkowa

### Sezon 2013/2014
- 1.  Wałerija Honczarowa
- 2.  Aleksandra Winogradowa
- 3.  Anastasija Bawikina
- 6.  Olga Bukriejewa
- 7.  Jekatierina Romanienko
- 8.  Natalja Małych
- 10. Jekatierina Pankowa
- 11. Aleksandra Zajcewa
- 12. Jelena Jemieljanowa
- 13. Irina Fietisowa
- 14. Julija Mierkułowa
- 15. Marina Dibrowa
- 17. Wiera Sieriebriannikowa

### Sezon 2012/2013
- 1.  Olga Małowa
- 2.  Aleksandra Winogradowa
- 3.  Jana Manzjuk
- 4.  Jelena Konstantinowa
- 5.  Jekatierina Bogaczewa
- 6.  Darja Isajewa
- 7.  Jekatierina Romanienko
- 8.  Natalja Małych
- 9.  Darja Rossamachina
- 10.  Jekatierina Pankowa
- 11.  Darja Gorjajewa
- 12.  Veronica Angeloni
- 13.  Anastasija Bawikina
- 14.  Irina Fietisowa
- 15.  Antonella Del Core
- 16.  Julija Burlakowa
- 17.  Alina Jaroszik
- 18.  Marina Iwanowa

### Sezon 2011/2012
- 1.  Monica Ravetta
- 2.  Aleksandra Winogradowa
- 3.  Jana Manzjuk
- 4.  Jekatierina Romanienko
- 5.  Jekatierina Bogaczewa
- 6.  Darja Stolarowa
- 7.  Marija Karakaszewa
- 8.  Natalja Alimowa
- 9.  Darja Biełokorowkina
- 10.  Jekatierina Pankowa
- 11.  Darja Gorjajewa
- 12.  Olga Małowa
- 13.  Anastasija Bawikina
- 14.  Jekatierina Starikowa
- 15.  Irina Fietisowa
- 16.  Julija Burlakowa
- 18.  Marina Iwanowa
- 19.  Anna Sotnikowa
- 20.  Veronica Angeloni (od 03.01.2012)

### Sezon 2010/2011
- 1.  Walewska Moreira de Oliveira
- 2.  Aleksandra Winogradowa
- 3.  Marija Żadan
- 4.  Jekatierina Romanienko
- 5.  Jekatierina Bogaczewa
- 6.  Darja Stoljarowa
- 7.  Anna Makarowa
- 8.  Anastasija Markowa
- 9.  Ksienija Naumowa
- 10.  Jekatierina Pankowa
- 11.  Darja Gorjajewa
- 12.  Jelena Lisowska
- 13.  Anastasija Bawikina
- 14.  Margareta Kozuch
- 16.  Julija Burlakowa

### Sezon 2009/2010
- 1.  Walewska Moreira de Oliveira
- 2.  Inna Razdobarina
- 3.  Marija Żadan
- 4.  Paula Pequeno
- 5.  Jekatierina Bogaczewa
- 6.  Darja Stolarowa
- 7.  Swietłana Kriuczkowa
- 8.  Anastasija Markowa
- 9.  Olga Fatiejewa
- 10.  Anastasija Szmielewa
- 11.  Tatjana Koszelewa
- 12.  Jelena Lisowska
- 13.  Darja Gorjajewa
- 14.  Jekatierina Pankowa
- 16.  Julija Burlakowa

### Sezon 2008/2009
- 1.  Walewska Moreira de Oliveira
- 2.  Anna Moisejenko
- 4.  Swietłana Kriuczkowa
- 5.  Lubow Sokołowa
- 7.  Inna Razdobarina
- 8.  Julija Mierkułowa
- 9.  Olga Fatiejewa
- 10.  Anastasija Szmielewa
- 11.  Tatjana Koszelewa
- 12.  Jelena Lisowska
- 13.  Marcelle Rodrigues Mendes
- 14.  Jekatierina Pankowa
- 15.  Jewgienija Zagoriec
- 16.  Ksienija Naumowa
- 17.  Irina Żukowa
- 18.  Jekatierina Bogaczewa

### Sezon 2007/2008
- Irina Żukowa
- Tatjana Koszelewa
- Lubow Sokołowa
- Jekatierina Lubuszkina
- Julija Mierkułowa
- Olga Fatiejewa
- Jekatierina Pankowa
- Swietłana Kriuczkowa
- Anna Matijenko
- Tatjana Gorszkowa
- Żanna Proniczewa
- Jelena Jemieljanowa
- Ksienija Bondar
- Walerija Pusznienkowa
- Jewgienija Zagoriec
- Jekatierina Polakowa
- Natalja Safranowa

### Sezon 2006/2007
- Mariola Zenik
- Tatiana Alves Dos Santos
- Jekatierina Lubuszkina
- Olga Fatiejewa
- Darja Stolarowa
- Jekatierina Pankowa
- Julija Mierkułowa
- Anna Matijenko
- Tatjana Gorszkowa
- Żanna Proniczewa
- Ksienija Bondar
- Anna Moisejenko
- Walerija Pusznienkowa
- Jewgienija Zagoriec
- Natalja Safranowa
- Anna Artamonowa
- Jelena Ganszina
- Natalja Mielnikowa